# John Nicholson (coureur)
John Nicholson (Auckland, 6 oktober 1941 – Clarks Beach, 19 september 2017) was een Formule 1-coureur uit Nieuw-Zeeland. 
Nicholson nam deel aan de Grand Prix Formule 1 van Groot-Brittannië in 1974 en in 1975 voor het team Lyncar, maar scoorde hierin geen punten. Later deed hij aan powerbootraces en jetskiwedstrijden mee. Op latere leeftijd speelde hij golf. Hij woonde in het Britse Berkshire en in Clarks Beach bij Auckland.
Nicholson overleed in 2017 op 75-jarige leeftijd.